# Zaungast

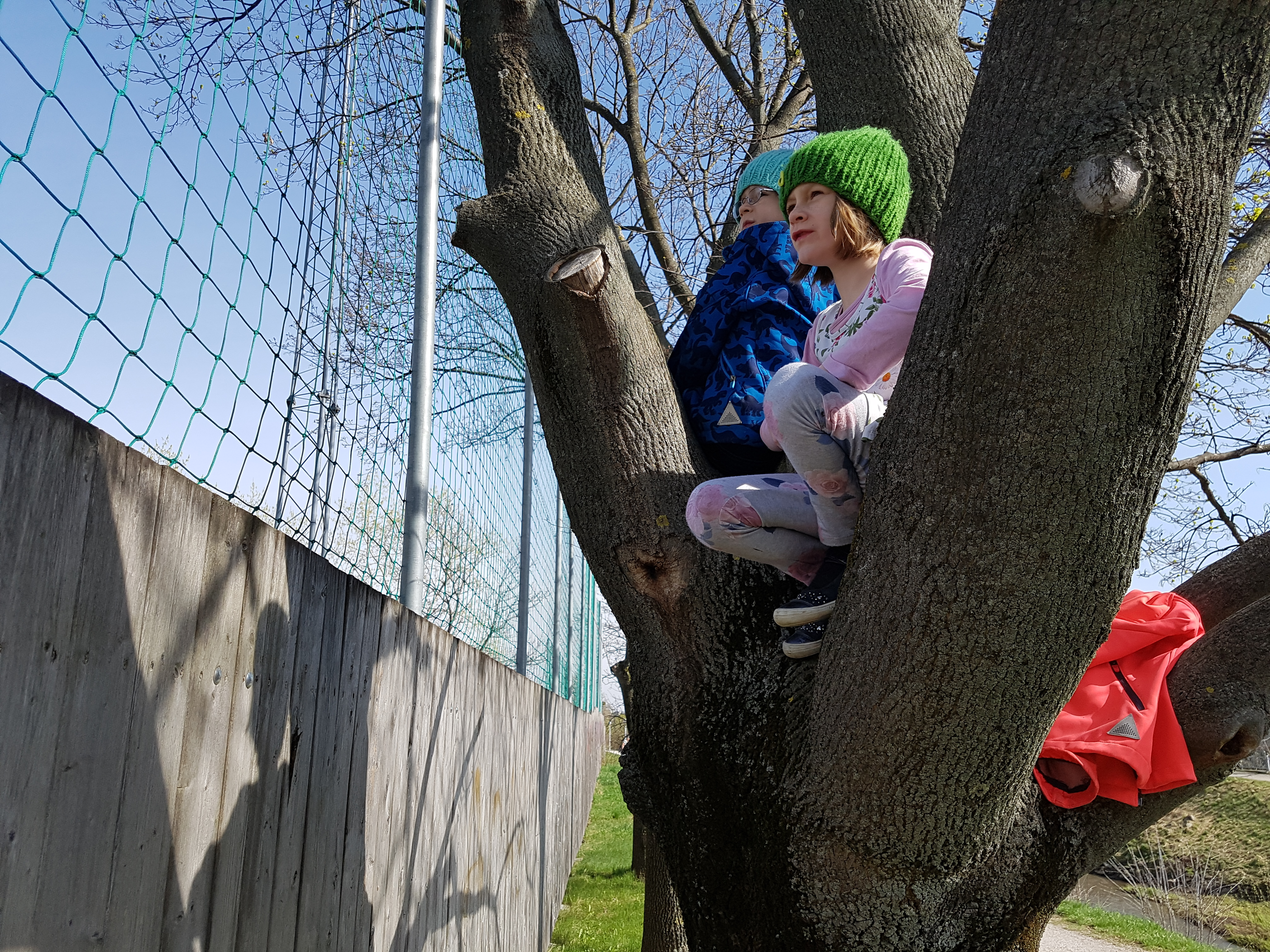
Zaungäste

Zaungast ist ursprünglich eine Bezeichnung für den hinter einem Zaun (Gitter, Mauer etc.) stehenden – also außerhalb verbleibenden – Zuschauer einer zugangsbeschränkten Veranstaltung, der damit die Zugangskontrolle umgeht. Da der Zaungast offen eine öffentliche Darbietung betrachtet, ist er vom Voyeur oder Spanner zu unterscheiden. Vom  Schaulustigen ist der Zaungast abzugrenzen, weil die beobachtete Veranstaltung (im Gegensatz zum Schaulustigen) grundsätzlich für Zuschauer vorgesehen ist.

## Übertragene Anwendung des Begriffes
Im übertragenen Sinne bezeichnet man einen Menschen als Zaungast, der ein Ereignis oder einen Ablauf zwar beobachten, aber keinen Einfluss darauf ausüben kann oder bewusst auf eine aktive Teilnahme verzichtet. Von Journalisten werden teilweise sogar die Staaten der sogenannten Dritten Welt als Zaungäste bezeichnet, die das Leben der reichen Länder zwar betrachten, nicht jedoch daran teilnehmen können.

## Beispiele
Der Grafiker und Kupferstecher Adolph Menzel bezeichnete sich selbst, ob seiner körperlich geringen Größe und als Beobachter und Maler des preußischen Hofes, als einen „Zaungast des Lebens“.